# 輝格黨 (英國)
英國輝格黨，又譯維新黨，是英国历史上的一个政党。輝格一詞的來源是「驅趕牲畜的鄉巴佬」（whiggamore），用以消遣“好勇鬥狠的苏格兰长老会信徒”，是政敵托利党對輝格黨員的歧視語，但後來約定俗成，輝格黨員也樂於以此自稱。

## 历史
1679年，因约克公爵詹姆斯（后来的詹姆斯二世）具有天主教背景，就詹姆斯是否有权继承王位的问题，议会展开激烈争论。一批议员反对詹姆斯公爵的王位继承权，被政敌讥称为“辉格”。辉格党得益于1688年光荣革命带来的政治变化，皇室權威大幅妥協，輝格黨崛起。它于1714年之后长期支配英国政治，它也通过捍卫包括限制君主制和议会重要性在内的“1688年原则”而获得不少支援。

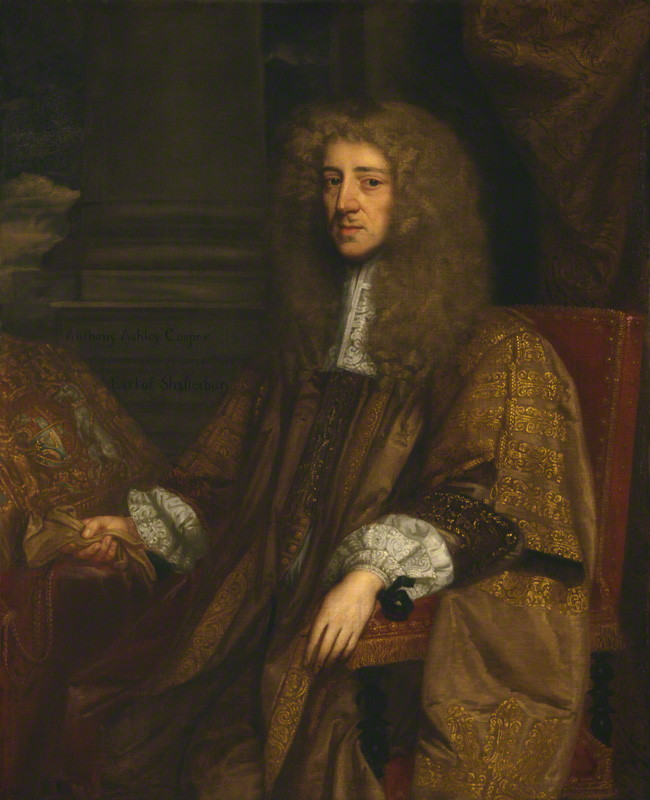
第一代沙夫茨伯里伯爵安东尼·阿什利-柯柏，輝格黨创始人

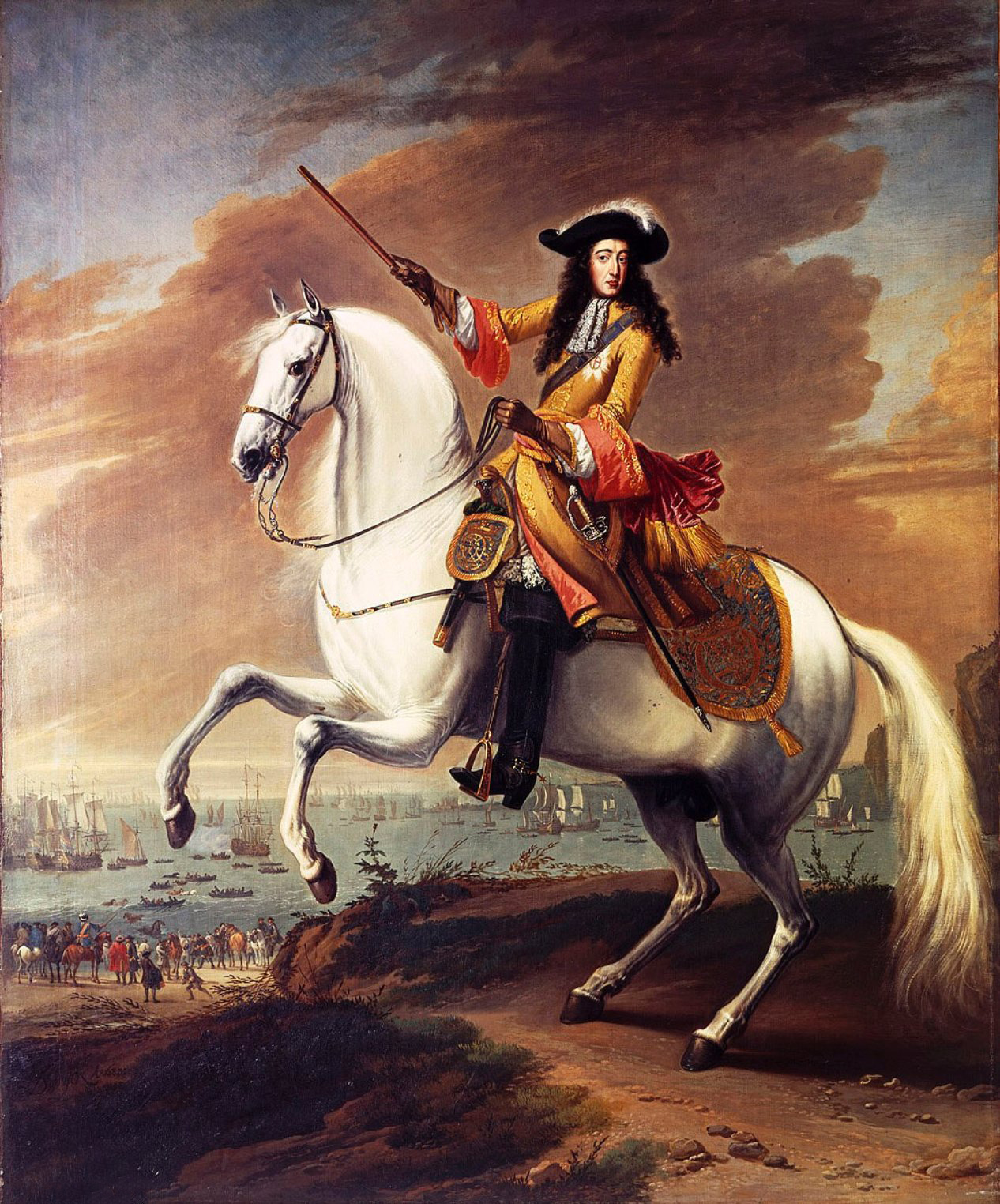
揚·威克 (Jan Wyck) 的威廉三世騎馬肖像，紀念1688年11月5日在托貝布里克瑟姆 (Brixham) 登陸

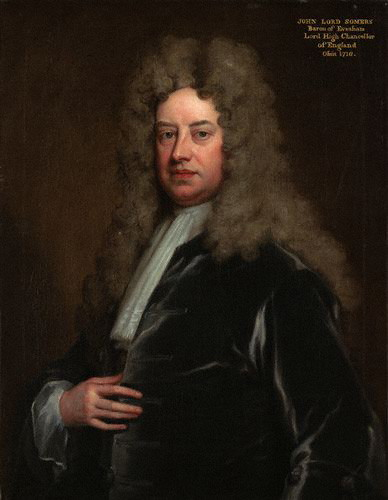
約翰·薩默斯(John Somers)，第一代薩默斯男爵

在1720年南海泡沫事件中，輝格黨政治家羅伯特·沃波爾因成功使經濟恢復正常，施政能力進一步鞏固，從而在1721年取代托利黨，長年主導英國政局。
辉格党与其说是一个统一的政党，不如说是大致遵循上述原则的各种信仰的综合体。该党大部分领导人都是依靠政治庇护在议会内结成家族集团的大地主。辉格党获得金融界和商业阶层中许多人的支持，那些为取得宗教宽容寻求保护的不从国教派也是它的拥护者。1714年以后的半个世纪中，辉格党一直在政治上占优势，连续执政达46年之久。到18世纪末期，辉格党势力逐渐衰退。
18世纪末至19世纪初的期间，辉格党在政治上失势。1830年，辉格党重新掌权，并于19世纪中叶再次势力大增。在当时英国工业发展、经济繁荣的条件下，辉格党的政策反映了资产阶级的利益。
19世纪60年代，辉格党的土地贵族聯合出自保守党的皮爾派，以工商业资产阶级为基础组建自由黨。